# Pueblo santal
Los santal o santhal son un grupo étnico, hablantes de lenguas
munda de Asia del Sur. Los santales son el grupo étnico mayoritario de los estados indios de Jharkhand y de Bengala Occidental, en términos de población, aunque también tienen presencia en Odisha, Bihar y Assam. Son la minoría étnica más importante en las divisiones bangladesíes de Rajshahi y Rangpur. Son una importante comunidad también en Nepal. Los santales son hablantes de santali, el más hablado de los idiomas munda, perteneciente a la familia de lenguas austroasiáticas.

## Etimología
Santal probablemente derive de un exónimo. La palabra se refería a quienes habitaban Saont en la antigua Silda, en Medinapore en Bengala Occidental. The sanskrit word Samant or Bengali Saont means plain land. Su etnónimo es Hor Hopon («hijos de la humanidad»).

## Religión
En la religión santal, la mayoría de las creencias giran alrededor de espíritus (bonga), que manejan distintos aspectos del mundo y a quienes hay que apaciguar mediante reverencias y oraciones. Estos espíritus benévolos operan tanto en la aldea, como en el hogar, también a nivel ancestros y subclan, junto con espíritus malignos que causan enfermedades y pueden habitar en los límites de la aldea, el bosque o las montañas, encontrarse en el agua, o bien, los tigres. Hay un espíritu creador de todas las cosas, que recibe distintos nombres, por lo que las creencias del pueblo pueden ser consideradas tanto panteístas como monoteístas.